# Giải quần vợt Wimbledon 2022
Giải quần vợt Wimbledon 2022 là một giải quần vợt Grand Slam diễn ra tại All England Lawn Tennis and Croquet Club ở Wimbledon, Luân Đôn, Vương quốc Liên hiệp Anh và Bắc Ireland. Novak Djokovic bảo vệ thành công danh hiệu ở nội dung đơn nam và giành danh hiệu Grand Slam thứ 21, đánh bại Nick Kyrgios trong trận chung kết. Ashleigh Barty là đương kim vô địch nội dung đơn nữ, nhưng không bảo vệ danh hiệu vì cô giải nghệ quần vợt vào tháng 3 năm 2022. Elena Rybakina là nhà vô địch nội dung đơn nữ, đánh bại Ons Jabeur trong trận chung kết.
Năm nay, AELTC chọn cấm các vận động viên Nga và Belarus tham dự, do cuộc tấn công của Nga vào Ukraina 2022. Với quyết định đó, WTA, ATP, và ITF đã không tính điểm xếp hạng giải đấu.

## Giải đấu
Giải đấu được thi đấu trên mặt sân cỏ, với tất cả các trận đấu vòng đấu chính diễn ra tại All England Lawn Tennis and Croquet Club, Wimbledon từ ngày 27 tháng 6 đến ngày 10 tháng 7 năm 2022. Các tay vợt đặc cách được công bố vào ngày 14 tháng 6 năm 2022. Các trận đấu vòng loại diễn ra từ ngày 20 tháng 6 đến ngày 23 tháng 6 năm 2022 tại Bank of England Sports Ground ở Roehampton.
Giải quần vợt Wimbledon 2022 là lần thứ 135 giải đấu được tổ chức, lần thứ 128 của nội dung đơn nữ, lần thứ 54 trong Kỷ nguyên Mở và là giải Grand Slam thứ ba trong năm. Giải đấu được điều hành bởi Liên đoàn Quần vợt Quốc tế (ITF) và là một phần của lịch thi đấu ATP Tour 2022 và WTA Tour 2022 dưới thể loại Grand Slam, cũng như ITF tour 2022 của giải trẻ và xe lăn. Giải đấu bao gồm các nội dung nam (đơn và đôi), nữ (đơn và đôi), đôi nam nữ, nam trẻ (dưới 18 tuổi – đơn và đôi, dưới 14 tuổi – đơn), nữ trẻ (dưới 18 tuổi – đơn và đôi, dưới 14 tuổi – đơn), cũng là một phần ở thể loại Hạng A của giải đấu cho các vận động viên dưới 18 tuổi, và nội dung đơn & đôi cho các vận động viên nam và nữ quần vợt xe lăn. Nội dung đôi nam và nữ khách mời lần đầu tiên trở lại kể từ sau năm 2019, cùng với nội dung đôi khách mời hỗn hợp. 
Đây là lần đầu tiên giải đấu có lịch thi đấu trong ngày Chủ Nhật tuần đầu tiên, được gọi là "Middle Sunday". Trước giải đấu năm 2022, giải đấu chỉ có 4 năm ngoại lệ với truyền thống không có trận đấu nào diễn ra vào Chủ Nhật để tổ chức các trận đấu bị hoãn trong giải đấu vì trời mưa. Ngoài ra, đây cũng là lần đầu tiên giải đấu thay đổi quy tắc loạt tie break ở set cuối. Không giống như giải đấu năm 2019 và năm 2021, khi tỉ số ở set cuối đang là 12–12 sẽ có loạt tie break 7 điểm, loạt tie break này sẽ xuất hiện khi tỉ số ở set cuối đang là 6–6, tay vợt đầu tiên giành 10 điểm và dẫn trước ít nhất 2 điểm sẽ thắng trận đấu.
Để kỷ niệm 100 năm khánh thành Sân Trung tâm vào năm 1922 và đánh dấu lần đầu tiên ngày Chủ Nhật có lịch thi đấu, một số cựu vô địch nội dung đơn đã được mời tham dự một lễ kỷ niệm đặc biệt vào Chủ Nhật ngày 3 tháng 7 năm 2022. Sự kiện được tổ chức bởi Sue Barker và Clare Balding cùng với John McEnroe, người đã tôn vinh 30 năm làm người dẫn chương trình Wimbledon của BBC của Barker. Các nhà vô địch được giới thiệu đầu tiên theo số danh hiệu đơn đã giành được và sau đó theo thứ tự thời gian trong hạng mục đó từ nhà vô địch lâu nhất đến nhà vô địch gần nhất. Theo thứ tự các nhà vô địch là: nhà vô địch một lần – Angela Mortimer, Ann Jones, Stan Smith, Jan Kodeš, Patrick "Pat" Cash, Conchita Martínez, Martina Hingis, Goran Ivanišević, Lleyton Hewitt, Marion Bartoli, Angelique Kerber và Simona Halep; nhà vô địch hai lần – Stefan Edberg, Rafael Nadal, Petra Kvitová và Andy Murray; nhà vô địch ba lần – Margaret Smith Court, John Newcombe, Chris Evert và John McEnroe; nhà vô địch bốn lần Rod Laver; nhà vô địch năm lần Björn Borg và Venus Williams; nhà vô địch sáu lần Billie Jean King và Novak Djokovic; và nhà vô địch tám lần Roger Federer. Nhà vô địch nội dung đơn chín lần duy nhất, Martina Navratilova, đã không xuất hiện sau khi tiếp xúc gần với ca dương tính COVID-19 vào buổi sáng của sự kiện. Cựu tay vợt người Anh Quốc Tim Henman cũng được xuất hiện để hồi tưởng về các trận đấu của anh trên sân với tư cách là thành viên của Ủy ban quản lý Wimbledon.

## Tóm tắt kết quả
Đơn nam
| Nhà vô địch               | Nhà vô địch                 | Á quân                  | Á quân                       |
| ------------------------- | --------------------------- | ----------------------- | ---------------------------- |
| Novak Djokovic [1]        | Novak Djokovic [1]          | Nick Kyrgios            | Nick Kyrgios                 |
| Thua bán kết              |                             |                         |                              |
| Cameron Norrie [9]        | Cameron Norrie [9]          | Rafael Nadal [2]        | Rafael Nadal [2]             |
| Thua tứ kết               |                             |                         |                              |
| Jannik Sinner [10]        | David Goffin                | Cristian Garín          | Taylor Fritz [11]            |
| Thua vòng 4               |                             |                         |                              |
| Tim van Rijthoven (WC)    | Carlos Alcaraz [5]          | Frances Tiafoe [23]     | Tommy Paul [30]              |
| Alex De Minaur [19]       | Brandon Nakashima           | Jason Kubler (Q)        | Botic van de Zandschulp [21] |
| Thua vòng 3               |                             |                         |                              |
| Miomir Kecmanović [25]    | Nikoloz Basilashvili [22]   | John Isner [20]         | Oscar Otte [32]              |
| Ugo Humbert               | Alexander Bublik            | Steve Johnson           | Jiří Veselý                  |
| Jenson Brooksby [29]      | Liam Broady (WC)            | Daniel Elahi Galán      | Stefanos Tsitsipas [4]       |
| Jack Sock (Q)             | Alex Molčan                 | Richard Gasquet         | Lorenzo Sonego [27]          |
| Thua vòng 2               |                             |                         |                              |
| Thanasi Kokkinakis        | Alejandro Tabilo            | Quentin Halys           | Reilly Opelka [15]           |
| Mikael Ymer               | Andy Murray                 | Christian Harrison (Q)  | Tallon Griekspoor            |
| Casper Ruud [3]           | Sebastián Báez [31]         | Maximilian Marterer (Q) | Dušan Lajović                |
| Jaume Munar               | Ryan Peniston (WC)          | Adrian Mannarino        | Alejandro Davidovich Fokina  |
| Hugo Grenier (LL)         | Benjamin Bonzi              | Jack Draper             | Diego Schwartzman [12]       |
| Denis Shapovalov [13]     | Roberto Bautista Agut [17]  | Filip Krajinović [26]   | Jordan Thompson              |
| Maxime Cressy             | Dennis Novak (Q)            | Marcos Giron            | Alastair Gray (WC)           |
| Mackenzie McDonald        | Emil Ruusuvuori             | Hugo Gaston             | Ričardas Berankis            |
| Thua vòng 1               |                             |                         |                              |
| Kwon Soon-woo             | Kamil Majchrzak             | Laslo Đere              | John Millman                 |
| Lukáš Rosol (Q)           | Benoît Paire                | Federico Delbonis       | Carlos Taberner              |
| Stan Wawrinka (WC)        | Daniel Altmaier             | James Duckworth         | Enzo Couacaud (Q)            |
| Peter Gojowczyk           | Jay Clarke (WC)             | Fabio Fognini           | Jan-Lennard Struff           |
| Albert Ramos Viñolas      | Tomás Martín Etcheverry     | Radu Albot (Q)          | Taro Daniel                  |
| Andrea Vavassori (Q)      | Aljaž Bedene (PR)           | Márton Fucsovics        | Pablo Carreño Busta [16]     |
| Pablo Andújar             | Thiago Monteiro             | Henri Laaksonen         | Grigor Dimitrov [18]         |
| Fernando Verdasco         | Max Purcell (Q)             | Federico Coria          | Hubert Hurkacz [7]           |
| Elias Ymer (LL)           | Marc-Andrea Hüsler (Q)      | Zdeněk Kolář (LL)       | Mikhail Kukushkin (Q)        |
| Hugo Dellien              | Zizou Bergs (WC)            | Lukáš Klein (Q)         | Stefan Kozlov (LL)           |
| Arthur Rinderknech        | Nicola Kuhn (Q)             | Dominik Koepfer         | Attila Balázs (PR)           |
| Jiří Lehečka              | Paul Jubb (WC)              | Roberto Carballés Baena | Alexander Ritschard (Q)      |
| Félix Auger-Aliassime [6] | Bernabé Zapata Miralles (Q) | Facundo Bagnis          | Dan Evans [28]               |
| Holger Rune [24]          | Pedro Martínez              | Tseng Chun-hsin         | Lorenzo Musetti              |
| Nuno Borges (LL)          | João Sousa                  | Yoshihito Nishioka      | Feliciano López              |
| Denis Kudla               | Alexei Popyrin              | Sam Querrey             | Francisco Cerúndolo          |

Đơn nữ
| Nhà vô địch                    | Nhà vô địch                  | Á quân                      | Á quân                   |
| ------------------------------ | ---------------------------- | --------------------------- | ------------------------ |
| Elena Rybakina [17]            | Elena Rybakina [17]          | Ons Jabeur [3]              | Ons Jabeur [3]           |
| Thua bán kết                   |                              |                             |                          |
| Simona Halep [16]              | Simona Halep [16]            | Tatjana Maria               | Tatjana Maria            |
| Thua tứ kết                    |                              |                             |                          |
| Ajla Tomljanović               | Amanda Anisimova [20]        | Marie Bouzková              | Jule Niemeier            |
| Thua vòng 4                    |                              |                             |                          |
| Alizé Cornet                   | Petra Martić                 | Paula Badosa [4]            | Harmony Tan              |
| Caroline Garcia                | Elise Mertens [24]           | Jeļena Ostapenko [12]       | Heather Watson           |
| Thua vòng 3                    |                              |                             |                          |
| Iga Świątek [1]                | Barbora Krejčíková [13]      | Zheng Qinwen                | Jessica Pegula [8]       |
| Petra Kvitová [25]             | Magdalena Fręch              | Coco Gauff [11]             | Katie Boulter (WC)       |
| Alison Riske-Amritraj [28]     | Zhang Shuai [33]             | Angelique Kerber [15]       | Diane Parry              |
| Maria Sakkari [5]              | Irina-Camelia Begu           | Kaja Juvan                  | Lesia Tsurenko           |
| Thua vòng 2                    |                              |                             |                          |
| Lesley Pattinama Kerkhove (LL) | Claire Liu                   | Catherine Harrison (Q)      | Viktorija Golubic        |
| Greet Minnen                   | Bianca Andreescu             | Kristína Kučová             | Harriet Dart             |
| Irina Bara                     | Ana Bogdan                   | Anna Karolína Schmiedlová   | Kirsten Flipkens (PR)    |
| Mihaela Buzărnescu             | Lauren Davis                 | Sara Sorribes Tormo [32]    | Karolína Plíšková [6]    |
| Ann Li                         | Maja Chwalińska (Q)          | Marta Kostyuk               | Emma Raducanu [10]       |
| Magda Linette                  | Panna Udvardy                | Mai Hontama (Q)             | Katarzyna Kawa (Q)       |
| Viktoriya Tomova               | Sorana Cîrstea [26]          | Elisabetta Cocciaretto (PR) | Yanina Wickmayer (Q)     |
| Wang Qiang                     | Dalma Gálfi                  | Anhelina Kalinina [29]      | Anett Kontaveit [2]      |
| Thua vòng 1                    |                              |                             |                          |
| Jana Fett (Q)                  | Sonay Kartal (WC)            | Nuria Parrizas-Diaz         | Yulia Putintseva [27]    |
| Jil Teichmann [18]             | Arantxa Rus                  | Andrea Petković             | Maryna Zanevska          |
| Garbiñe Muguruza [9]           | Sloane Stephens              | Emina Bektas (Q)            | CoCo Vandeweghe (LL)     |
| Shelby Rogers [30]             | Laura Pigossi                | Rebeka Masarova             | Donna Vekić              |
| Louisa Chirico (Q)             | Chloé Paquet                 | Dayana Yastremska           | Jasmine Paolini          |
| Camila Giorgi [21]             | Rebecca Peterson             | Jaimee Fourlis (Q)          | Karolína Muchová         |
| Elena-Gabriela Ruse            | Nastasja Schunk (Q)          | Madison Brengle             | Yuan Yue (LL)            |
| Christina McHale (Q)           | Serena Williams (WC)         | Clara Burel                 | Tereza Martincová        |
| Danielle Collins [7]           | Lucia Bronzetti              | Kateřina Siniaková          | Ylena In-Albon           |
| Misaki Doi                     | Katie Swan (WC)              | Yuriko Miyazaki (WC)        | Alison Van Uytvanck      |
| Kristina Mladenovic            | Fernanda Contreras Gómez (Q) | Tamara Zidanšek             | Camila Osorio            |
| Kaia Kanepi [31]               | Clara Tauson                 | Rebecca Marino              | Mirjam Björklund (Q)     |
| Zoe Hives (Q)                  | Daria Saville (WC)           | Astra Sharma (Q)            | Aleksandra Krunić        |
| Martina Trevisan [22]          | Ekaterine Gorgodze           | Zhu Lin                     | Océane Dodin             |
| Belinda Bencic [14]            | Tamara Korpatsch             | Maddison Inglis (Q)         | Beatriz Haddad Maia [23] |
| Anna Bondár                    | Jodie Burrage (WC)           | Wang Xiyu                   | Bernarda Pera            |

## Tóm tắt từng ngày

### Ngày 1 (27 tháng 6)
- Hạt giống bị loại:
  - Đơn nam:  Hubert Hurkacz [7],  Pablo Carreño Busta [16]
  - Đơn nữ:  Danielle Collins [7],  Martina Trevisan [22],  Beatriz Haddad Maia [23],  Kaia Kanepi [31]
- Lịch thi đấu

| Trận đấu trên Sân chính                                                                                      | Trận đấu trên Sân chính               | Trận đấu trên Sân chính               | Trận đấu trên Sân chính            |
| Trận đấu trên Sân Trung tâm                                                                                  | Trận đấu trên Sân Trung tâm           | Trận đấu trên Sân Trung tâm           | Trận đấu trên Sân Trung tâm        |
| Sự kiện | Người thắng trận                      | Người thua cuộc                       | Tỷ số                              |
| --- | ------------------------------------- | ------------------------------------- | ---------------------------------- |
| Vòng 1 đơn nam                                                                                               | Novak Djokovic [1]                    | Kwon Soon-woo                         | 6–3, 3–6, 6–3, 6–4                 |
| Vòng 1 đơn nữ                                                                                                | Emma Raducanu [10]                    | Alison Van Uytvanck                   | 6–4, 6–4                           |
| Vòng 1 đơn nam                                                                                               | Andy Murray                           | James Duckworth                       | 4–6, 6–3, 6–2, 6–4                 |
| Trận đấu trên Sân Số 1                                                                                       |                                       |                                       |                                    |
| Sự kiện | Người thắng trận                      | Người thua cuộc                       | Tỷ số                              |
| Vòng 1 đơn nữ                                                                                                | Ons Jabeur [3]                        | Mirjam Björklund [Q]                  | 6–1, 6–3                           |
| Vòng 1 đơn nam                                                                                               | Carlos Alcaraz [5]                    | Jan-Lennard Struff                    | 4–6, 7–5, 4–6, 7–6(7–3), 6–4       |
| Vòng 1 đơn nữ                                                                                                | Angelique Kerber [15]                 | Kristina Mladenovic                   | 6–0, 7–5                           |
| Vòng 1 đơn nữ                                                                                                | Tamara Korpatsch vs Heather Watson    | Tamara Korpatsch vs Heather Watson    | 7–6(9–7), 5–7, hoãn                |
| Trận đấu trên Sân Số 2                                                                                       |                                       |                                       |                                    |
| Sự kiện | Người thắng trận                      | Người thua cuộc                       | Tỷ số                              |
| Vòng 1 đơn nam                                                                                               | Cameron Norrie [9]                    | Pablo Andújar                         | 6–0, 7–6(7–3), 6–3                 |
| Vòng 1 đơn nữ                                                                                                | Anett Kontaveit [2]                   | Bernarda Pera                         | 7–5, 6–1                           |
| Vòng 1 đơn nam                                                                                               | Jannik Sinner [10]                    | Stan Wawrinka [WC]                    | 7–5, 4–6, 6–3, 6–2                 |
| Vòng 1 đơn nữ                                                                                                | Maria Sakkari [5] vs Zoe Hives [Q]    | Maria Sakkari [5] vs Zoe Hives [Q]    | Hoãn                               |
| Trận đấu trên Sân Số 3                                                                                       |                                       |                                       |                                    |
| Sự kiện | Người thắng trận                      | Người thua cuộc                       | Tỷ số                              |
| Vòng 1 đơn nam                                                                                               | Alejandro Davidovich Fokina           | Hubert Hurkacz [7]                    | 7–6(7–4), 6–4, 5–7, 2–6, 7–6(10–8) |
| Vòng 1 đơn nữ                                                                                                | Marie Bouzková                        | Danielle Collins [7]                  | 5–7, 6–4, 6–4                      |
| Vòng 1 đơn nam                                                                                               | Ryan Peniston [WC] vs Henri Laaksonen | Ryan Peniston [WC] vs Henri Laaksonen | Hoãn                               |
| Các trận đấu bắt đầu vào 11 giờ sáng (1:30 giờ chiều trên Sân Trung tâm và 1:00 giờ chiều trên Sân Số 1) BST |                                       |                                       |                                    |

### Ngày 2 (28 tháng 6)
- Hạt giống bị loại:
  - Đơn nam:  Félix Auger-Aliassime [6],  Grigor Dimitrov [18],  Holger Rune [24],  Dan Evans [28]
  - Đơn nữ:  Belinda Bencic [14],  Jil Teichmann [18],  Camila Giorgi [21],  Yulia Putintseva [27],  Shelby Rogers [30]
- Lịch thi đấu

| Trận đấu trên Sân chính                                                                                      | Trận đấu trên Sân chính                    | Trận đấu trên Sân chính                    | Trận đấu trên Sân chính            |
| Trận đấu trên Sân Trung tâm                                                                                  | Trận đấu trên Sân Trung tâm                | Trận đấu trên Sân Trung tâm                | Trận đấu trên Sân Trung tâm        |
| Sự kiện | Người thắng trận                           | Người thua cuộc                            | Tỷ số                              |
| --- | ------------------------------------------ | ------------------------------------------ | ---------------------------------- |
| Vòng 1 đơn nữ                                                                                                | Iga Świątek [1]                            | Jana Fett [Q]                              | 6–0, 6–3                           |
| Vòng 1 đơn nam                                                                                               | Rafael Nadal [2]                           | Francisco Cerúndolo                        | 6–4, 6–3, 3–6, 6–4                 |
| Vòng 1 đơn nữ                                                                                                | Harmony Tan                                | Serena Williams [WC]                       | 7–5, 1–6, 7–6(10–7)                |
| Trận đấu trên Sân Số 1                                                                                       |                                            |                                            |                                    |
| Sự kiện | Người thắng trận                           | Người thua cuộc                            | Tỷ số                              |
| Vòng 1 đơn nam                                                                                               | Alex De Minaur [19]                        | Hugo Dellien                               | 6–1, 6–3, 7–5                      |
| Vòng 1 đơn nữ                                                                                                | Heather Watson                             | Tamara Korpatsch                           | 6–7(7–9), 7–5, 6–2                 |
| Vòng 1 đơn nữ                                                                                                | Simona Halep [16]                          | Karolína Muchová                           | 6–3, 6–2                           |
| Vòng 1 đơn nam                                                                                               | Stefanos Tsitsipas [4]                     | Alexander Ritschard [Q]                    | 7–6(7–1), 6–3, 5–7, 6–4            |
| Vòng 1 đơn nữ                                                                                                | Tereza Martincová vs Karolína Plíšková [6] | Tereza Martincová vs Karolína Plíšková [6] | 6–7(1–7), 5–5, hoãn                |
| Trận đấu trên Sân Số 2                                                                                       |                                            |                                            |                                    |
| Sự kiện | Người thắng trận                           | Người thua cuộc                            | Tỷ số                              |
| Vòng 1 đơn nam                                                                                               | Steve Johnson                              | Grigor Dimitrov [18]                       | 4–6, 5–2, bỏ cuộc                  |
| Vòng 1 đơn nữ                                                                                                | Coco Gauff [11]                            | Elena-Gabriela Ruse                        | 2–6, 6–3, 7–5                      |
| Vòng 1 đơn nữ                                                                                                | Petra Kvitová [25]                         | Jasmine Paolini                            | 2–6, 6–4, 6–2                      |
| Vòng 1 đơn nam                                                                                               | Jason Kubler [Q]                           | Dan Evans [28]                             | 6–1, 6–4, 6–3                      |
| Vòng 1 đơn nữ                                                                                                | Garbiñe Muguruza [9] vs Greet Minnen       | Garbiñe Muguruza [9] vs Greet Minnen       | 4–6, hoãn                          |
| Trận đấu trên Sân Số 3                                                                                       |                                            |                                            |                                    |
| Sự kiện | Người thắng trận                           | Người thua cuộc                            | Tỷ số                              |
| Vòng 1 đơn nữ                                                                                                | Maria Sakkari [5]                          | Zoe Hives [Q]                              | 6–1, 6–4                           |
| Vòng 1 đơn nam                                                                                               | Nick Kyrgios                               | Paul Jubb [WC]                             | 3–6, 6–1, 7–5, 6–7(3–7), 7–5       |
| Vòng 1 đơn nam                                                                                               | Maxime Cressy                              | Félix Auger-Aliassime [6]                  | 6–7(5–7), 6–4, 7–6(11–9), 7–6(7–5) |
| Các trận đấu bắt đầu vào 11 giờ sáng (1:30 giờ chiều trên Sân Trung tâm và 1:00 giờ chiều trên Sân Số 1) BST |                                            |                                            |                                    |

### Ngày 3 (29 tháng 6)
Mưa đã làm gián đoạn trận đấu trong một giờ và bắt đầu lúc 12:45 trưa theo giờ địa phương, mái tại các sân chính đã được đóng.
- Hạt giống bị loại:
  - Đơn nam:  Casper Ruud [3],  Reilly Opelka [15],  Sebastián Báez [31]
  - Đơn nữ:  Anett Kontaveit [2],  Garbiñe Muguruza [9],  Emma Raducanu [10],  Sorana Cîrstea [26],  Anhelina Kalinina [29]
  - Đôi nam:  Marcelo Arévalo /  Jean-Julien Rojer [4]
  - Đôi nữ:  Lucie Hradecká /  Sania Mirza [6],  Monica Niculescu /  Elena-Gabriela Ruse [14]
- Lịch thi đấu

| Trận đấu trên Sân chính                                                                                      | Trận đấu trên Sân chính     | Trận đấu trên Sân chính     | Trận đấu trên Sân chính      |
| Trận đấu trên Sân Trung tâm                                                                                  | Trận đấu trên Sân Trung tâm | Trận đấu trên Sân Trung tâm | Trận đấu trên Sân Trung tâm  |
| Sự kiện | Người thắng trận            | Người thua cuộc             | Tỷ số                        |
| --- | --------------------------- | --------------------------- | ---------------------------- |
| Vòng 2 đơn nam                                                                                               | Novak Djokovic [1]          | Thanasi Kokkinakis          | 6–1, 6–4, 6–2                |
| Vòng 2 đơn nữ                                                                                                | Caroline Garcia             | Emma Raducanu [10]          | 6–3, 6–3                     |
| Vòng 2 đơn nam                                                                                               | John Isner [20]             | Andy Murray                 | 6–4, 7–6(7–4), 6–7(3–7), 6–4 |
| Trận đấu trên Sân Số 1                                                                                       |                             |                             |                              |
| Sự kiện | Người thắng trận            | Người thua cuộc             | Tỷ số                        |
| Vòng 2 đơn nữ                                                                                                | Jule Niemeier               | Anett Kontaveit [2]         | 6–4, 6–0                     |
| Vòng 1 đơn nữ                                                                                                | Karolína Plíšková [6]       | Tereza Martincová           | 7–6(7–1), 7–5                |
| Vòng 2 đơn nam                                                                                               | Cameron Norrie [9]          | Jaume Munar                 | 6–4, 3–6, 5–7, 6–0, 6–2      |
| Vòng 2 đơn nữ                                                                                                | Maria Sakkari [5]           | Viktoriya Tomova            | 6–4, 6–3                     |
| Trận đấu trên Sân Số 2                                                                                       |                             |                             |                              |
| Sự kiện | Người thắng trận            | Người thua cuộc             | Tỷ số                        |
| Vòng 2 đơn nam                                                                                               | Ugo Humbert                 | Casper Ruud [3]             | 3–6, 6–2, 7–5, 6–4           |
| Vòng 1 đơn nữ                                                                                                | Greet Minnen                | Garbiñe Muguruza [9]        | 6–4, 6–0                     |
| Vòng 2 đơn nữ                                                                                                | Angelique Kerber [15]       | Magda Linette               | 6–3, 6–3                     |
| Vòng 2 đơn nam                                                                                               | Carlos Alcaraz [5]          | Tallon Griekspoor           | 6–4, 7–6(7–0), 6–3           |
| Trận đấu trên Sân Số 3                                                                                       |                             |                             |                              |
| Sự kiện | Người thắng trận            | Người thua cuộc             | Tỷ số                        |
| Vòng 2 đơn nam                                                                                               | Steve Johnson               | Ryan Peniston [WC]          | 6–3, 6–2, 6–4                |
| Vòng 2 đơn nữ                                                                                                | Jeļena Ostapenko [12]       | Yanina Wickmayer [Q]        | 6–2, 6–2                     |
| Vòng 2 đơn nam                                                                                               | Jannik Sinner [10]          | Mikael Ymer                 | 6–4, 6–3, 5–7, 6–2           |
| Các trận đấu bắt đầu vào 11 giờ sáng (1:30 giờ chiều trên Sân Trung tâm và 1:00 giờ chiều trên Sân Số 1) BST |                             |                             |                              |

### Ngày 4 (30 tháng 6)
- Hạt giống bị loại:
  - Đơn nam:  Diego Schwartzman [12],  Denis Shapovalov [13],  Filip Krajinović [26]
  - Đơn nữ:  Karolína Plíšková [6],  Sara Sorribes Tormo [32]
  - Đôi nam:  Tim Pütz /  Michael Venus [5]
  - Đôi nữ:  Latisha Chan /  Samantha Stosur [12]
- Lịch thi đấu

| Trận đấu trên Sân chính                                                                                      | Trận đấu trên Sân chính        | Trận đấu trên Sân chính        | Trận đấu trên Sân chính      |
| Trận đấu trên Sân Trung tâm                                                                                  | Trận đấu trên Sân Trung tâm    | Trận đấu trên Sân Trung tâm    | Trận đấu trên Sân Trung tâm  |
| Sự kiện | Người thắng trận               | Người thua cuộc                | Tỷ số                        |
| --- | ------------------------------ | ------------------------------ | ---------------------------- |
| Vòng 2 đơn nữ                                                                                                | Katie Boulter                  | Karolína Plíšková [6]          | 3–6, 7–6(7–4), 6–4           |
| Vòng 2 đơn nam                                                                                               | Rafael Nadal [2]               | Ričardas Berankis              | 6–4, 6–4, 4–6, 6–3           |
| Vòng 2 đơn nữ                                                                                                | Coco Gauff [11]                | Mihaela Buzărnescu             | 6–2, 6–3                     |
| Trận đấu trên Sân Số 1                                                                                       |                                |                                |                              |
| Sự kiện | Người thắng trận               | Người thua cuộc                | Tỷ số                        |
| Vòng 2 đơn nam                                                                                               | Stefanos Tsitsipas [4]         | Jordan Thompson                | 6–2, 6–3, 7–5                |
| Vòng 2 đơn nữ                                                                                                | Iga Świątek [1]                | Lesley Pattinama Kerkhove [LL] | 6–4, 4–6, 6–3                |
| Vòng 2 đơn nam                                                                                               | Alex De Minaur [19]            | Jack Draper                    | 5–7, 7–6(7–0), 6–2, 6–3      |
| Trận đấu trên Sân Số 2                                                                                       |                                |                                |                              |
| Sự kiện | Người thắng trận               | Người thua cuộc                | Tỷ số                        |
| Vòng 2 đơn nữ                                                                                                | Paula Badosa [4]               | Irina Bara                     | 6–3, 6–2                     |
| Vòng 2 đơn nam                                                                                               | Nick Kyrgios                   | Filip Krajinović [26]          | 6–2, 6–3, 6–1                |
| Vòng 2 đơn nữ                                                                                                | Jessica Pegula [8]             | Harriet Dart                   | 4–6, 6–3, 6–1                |
| Vòng 2 đơn nữ                                                                                                | Simona Halep [16]              | Kirsten Flipkens [PR]          | 7–5, 6–4                     |
| Trận đấu trên Sân Số 3                                                                                       |                                |                                |                              |
| Sự kiện | Người thắng trận               | Người thua cuộc                | Tỷ số                        |
| Vòng 2 đơn nữ                                                                                                | Petra Kvitová [25]             | Ana Bogdan                     | 6–1, 7–6(7–5)                |
| Vòng 2 đơn nam                                                                                               | Liam Broady [WC]               | Diego Schwartzman [12]         | 6–2, 4–6, 0–6, 7–6(8–6), 6–1 |
| Vòng 2 đơn nam                                                                                               | Daniel Elahi Galán             | Roberto Bautista Agut [17]     | Bỏ cuộc trước trận đấu       |
| Vòng 2 đơn nam                                                                                               | Maxime Cressy vs Jack Sock [Q] | Maxime Cressy vs Jack Sock [Q] | 4–6, 4–6, hoãn               |
| Các trận đấu bắt đầu vào 11 giờ sáng (1:30 giờ chiều trên Sân Trung tâm và 1:00 giờ chiều trên Sân Số 1) BST |                                |                                |                              |

### Ngày 5 (1 tháng 7)
- Hạt giống bị loại:
  - Đơn nam:  John Isner [20],  Nikoloz Basilashvili [22],  Miomir Kecmanović [25],  Oscar Otte [32]
  - Đơn nữ:  Maria Sakkari [5],  Angelique Kerber [15],  Alison Riske-Amritraj [28],  Zhang Shuai [33]
  - Đôi nam nữ:  Marcelo Arévalo /  Giuliana Olmos [5]
- Lịch thi đấu

| Trận đấu trên Sân chính                                                                                      | Trận đấu trên Sân chính               | Trận đấu trên Sân chính       | Trận đấu trên Sân chính      |
| Trận đấu trên Sân Trung tâm                                                                                  | Trận đấu trên Sân Trung tâm           | Trận đấu trên Sân Trung tâm   | Trận đấu trên Sân Trung tâm  |
| Sự kiện | Người thắng trận                      | Người thua cuộc               | Tỷ số                        |
| --- | ------------------------------------- | ----------------------------- | ---------------------------- |
| Vòng 3 đơn nữ                                                                                                | Ons Jabeur [3]                        | Diane Parry                   | 6–2, 6–3                     |
| Vòng 3 đơn nam                                                                                               | Novak Djokovic [1]                    | Miomir Kecmanović [25]        | 6–0, 6–3, 6–4                |
| Vòng 3 đơn nam                                                                                               | Cameron Norrie [9]                    | Steve Johnson                 | 6–4, 6–1, 6–0                |
| Trận đấu trên Sân Số 1                                                                                       |                                       |                               |                              |
| Sự kiện | Người thắng trận                      | Người thua cuộc               | Tỷ số                        |
| Vòng 3 đơn nữ                                                                                                | Heather Watson                        | Kaja Juvan                    | 7–6(8–6), 6–2                |
| Vòng 3 đơn nữ                                                                                                | Elise Mertens [24]                    | Angelique Kerber [15]         | 6–4, 7–5                     |
| Vòng 3 đơn nam                                                                                               | Carlos Alcaraz [5]                    | Oscar Otte [32]               | 6–3, 6–1, 6–2                |
| Vòng 1 đôi nam nữ                                                                                            | Jamie Murray [WC] Venus Williams [WC] | Michael Venus Alicja Rosolska | 6–3, 6–7(3–7), 6–3           |
| Trận đấu trên Sân Số 2                                                                                       |                                       |                               |                              |
| Sự kiện | Người thắng trận                      | Người thua cuộc               | Tỷ số                        |
| Vòng 3 đơn nam                                                                                               | Frances Tiafoe [23]                   | Alexander Bublik              | 3–6, 7–6(7–1), 7–6(7–3), 6–4 |
| Vòng 3 đơn nữ                                                                                                | Tatjana Maria                         | Maria Sakkari [5]             | 6–3, 7–5                     |
| Vòng 3 đơn nam                                                                                               | Jannik Sinner [10]                    | John Isner [20]               | 6–4, 7–6(7–4), 6–3           |
| Trận đấu trên Sân Số 3                                                                                       |                                       |                               |                              |
| Sự kiện | Người thắng trận                      | Người thua cuộc               | Tỷ số                        |
| Vòng 3 đơn nữ                                                                                                | Jeļena Ostapenko [12]                 | Irina-Camelia Begu            | 3–6, 6–1, 6–1                |
| Vòng 2 đơn nam                                                                                               | Jack Sock [Q]                         | Maxime Cressy                 | 6–4, 6–4, 3–6, 7–6(7–1)      |
| Vòng 3 đơn nam                                                                                               | Tommy Paul [30]                       | Jiří Veselý                   | 6–3, 6–2, 6–2                |
| Vòng 3 đơn nữ                                                                                                | Caroline Garcia                       | Zhang Shuai [33]              | 7–6(7–3), 7–6(7–5)           |
| Các trận đấu bắt đầu vào 11 giờ sáng (1:30 giờ chiều trên Sân Trung tâm và 1:00 giờ chiều trên Sân Số 1) BST |                                       |                               |                              |

### Ngày 6 (2 tháng 7)
- Hạt giống bị loại:
  - Đơn nam:  Stefanos Tsitsipas [4],  Lorenzo Sonego [27],  Jenson Brooksby [29]
  - Đơn nữ:  Iga Świątek [1],  Jessica Pegula [8],  Coco Gauff [11],  Barbora Krejčíková [13],  Petra Kvitová [25]
  - Đôi nữ:  Natela Dzalamidze /  Aleksandra Krunić [13],  Marie Bouzková /  Tereza Mihalíková [16]
- Lịch thi đấu

| Trận đấu trên Sân chính                                                                                      | Trận đấu trên Sân chính      | Trận đấu trên Sân chính     | Trận đấu trên Sân chính      |
| Trận đấu trên Sân Trung tâm                                                                                  | Trận đấu trên Sân Trung tâm  | Trận đấu trên Sân Trung tâm | Trận đấu trên Sân Trung tâm  |
| Sự kiện | Người thắng trận             | Người thua cuộc             | Tỷ số                        |
| --- | ---------------------------- | --------------------------- | ---------------------------- |
| Vòng 3 đơn nữ                                                                                                | Amanda Anisimova [20]        | Coco Gauff [11]             | 6–7(4–7), 6–2, 6–1           |
| Vòng 3 đơn nữ                                                                                                | Paula Badosa [4]             | Petra Kvitová [25]          | 7–5, 7–6(7–4)                |
| Vòng 3 đơn nam                                                                                               | Rafael Nadal [2]             | Lorenzo Sonego [27]         | 6–1, 6–2, 6–4                |
| Trận đấu trên Sân Số 1                                                                                       |                              |                             |                              |
| Sự kiện | Người thắng trận             | Người thua cuộc             | Tỷ số                        |
| Vòng 3 đơn nam                                                                                               | Alex De Minaur [19]          | Liam Broady [WC]            | 6–3, 6–4, 7–5                |
| Vòng 3 đơn nữ                                                                                                | Alizé Cornet                 | Iga Świątek [1]             | 6–4, 6–2                     |
| Vòng 3 đơn nam                                                                                               | Nick Kyrgios                 | Stefanos Tsitsipas [4]      | 6–7(2–7), 6–4, 6–3, 7–6(9–7) |
| Trận đấu trên Sân Số 2                                                                                       |                              |                             |                              |
| Sự kiện | Người thắng trận             | Người thua cuộc             | Tỷ số                        |
| Vòng 3 đơn nữ                                                                                                | Harmony Tan                  | Katie Boulter [WC]          | 6–1, 6–1                     |
| Vòng 3 đơn nam                                                                                               | Botic van de Zandschulp [21] | Richard Gasquet             | 7–5, 2–6, 7–6(9–7), 6–1      |
| Vòng 3 đơn nữ                                                                                                | Simona Halep [16]            | Magdalena Fręch             | 6–4, 6–1                     |
| Trận đấu trên Sân Số 3                                                                                       |                              |                             |                              |
| Sự kiện | Người thắng trận             | Người thua cuộc             | Tỷ số                        |
| Vòng 3 đơn nam                                                                                               | Cristian Garín               | Jenson Brooksby [29]        | 6–2, 6–3, 1–6, 6–4           |
| Vòng 3 đơn nam                                                                                               | Taylor Fritz [11]            | Alex Molčan                 | 6–4, 6–1, 7–6(7–3)           |
| Vòng 3 đơn nữ                                                                                                | Petra Martić                 | Jessica Pegula [8]          | 6–2, 7–6(7–5)                |
| Các trận đấu bắt đầu vào 11 giờ sáng (1:30 giờ chiều trên Sân Trung tâm và 1:00 giờ chiều trên Sân Số 1) BST |                              |                             |                              |

### Ngày 7 (3 tháng 7)
Trước đó ngày này được gọi là Middle Sunday, và đây là lần đầu tiên trong lịch sử giải đấu có trận đấu diễn ra vào Middle Sunday để tránh ảnh hưởng của thời tiết.
- Hạt giống bị loại:
  - Đơn nam:  Carlos Alcaraz [5],  Frances Tiafoe [23],  Tommy Paul [30]
  - Đơn nữ:  Jeļena Ostapenko [12],  Elise Mertens [24]
  - Đôi nam:  Lloyd Glasspool /  Harri Heliövaara [15],  Rafael Matos /  David Vega Hernández [16]
  - Đôi nữ:  Gabriela Dabrowski /  Giuliana Olmos [3]
  - Đôi nam nữ:  Nicolas Mahut /  Zhang Shuai [3],  Filip Polášek /  Andreja Klepač [8]
- Lịch thi đấu

| Trận đấu trên Sân chính                                                                                      | Trận đấu trên Sân chính               | Trận đấu trên Sân chính                     | Trận đấu trên Sân chính      |
| Trận đấu trên Sân Trung tâm                                                                                  | Trận đấu trên Sân Trung tâm           | Trận đấu trên Sân Trung tâm                 | Trận đấu trên Sân Trung tâm  |
| Sự kiện | Người thắng trận                      | Người thua cuộc                             | Tỷ số                        |
| --- | ------------------------------------- | ------------------------------------------- | ---------------------------- |
| Vòng 4 đơn nữ                                                                                                | Jule Niemeier                         | Heather Watson                              | 6–2, 6–4                     |
| Vòng 4 đơn nam                                                                                               | Jannik Sinner [10]                    | Carlos Alcaraz [5]                          | 6–1, 6–4, 6–7(8–10), 6–3     |
| Vòng 4 đơn nam                                                                                               | Novak Djokovic [1]                    | Tim van Rijthoven [WC]                      | 6–2, 4–6, 6–1, 6–2           |
| Trận đấu trên Sân Số 1                                                                                       |                                       |                                             |                              |
| Sự kiện | Người thắng trận                      | Người thua cuộc                             | Tỷ số                        |
| Vòng 4 đơn nữ                                                                                                | Tatjana Maria                         | Jeļena Ostapenko [12]                       | 5–7, 7–5, 7–5                |
| Vòng 4 đơn nam                                                                                               | Cameron Norrie [9]                    | Tommy Paul [30]                             | 6–4, 7–5, 6–4                |
| Vòng 4 đơn nữ                                                                                                | Ons Jabeur [3]                        | Elise Mertens [24]                          | 7–6(11–9), 6–4               |
| Trận đấu trên Sân Số 2                                                                                       |                                       |                                             |                              |
| Sự kiện | Người thắng trận                      | Người thua cuộc                             | Tỷ số                        |
| Vòng 4 đơn nữ                                                                                                | Marie Bouzková                        | Caroline Garcia                             | 7–5, 6–2                     |
| Vòng 4 đơn nam                                                                                               | David Goffin                          | Frances Tiafoe [23]                         | 7–6(7–3), 5–7, 5–7, 6–4, 7–5 |
| Vòng 2 đôi nam nữ                                                                                            | Jonny O'Mara [WC] Alicia Barnett [WC] | Jamie Murray [WC] Venus Williams [WC]       | 3–6, 6–4, 7–6(18–16)         |
| Trận đấu trên Sân Số 3                                                                                       |                                       |                                             |                              |
| Sự kiện | Người thắng trận                      | Người thua cuộc                             | Tỷ số                        |
| Vòng 3 đôi nữ                                                                                                | Shuko Aoyama [8] Chan Hao-ching [8]   | Alison Riske-Amritraj CoCo Vandeweghe       | 6–4, 4–6, 7–6(10–3)          |
| Vòng 2 đôi nam nữ                                                                                            | Matthew Ebden Samantha Stosur         | Joran Vliegen [Alt] Ulrikke Eikeri [Alt]    | 4–6, 7–6(8–6), 6–4           |
| Vòng 3 đôi nam                                                                                               | Rajeev Ram [1] Joe Salisbury [1]      | Rafael Matos [16] David Vega Hernández [16] | 4–6, 6–4, 6–3, 6–4           |
| Vòng 2 đôi nam nữ                                                                                            | Neal Skupski [2] Desirae Krawczyk [2] | Matwé Middelkoop Ellen Perez                | 7–5, 6–2                     |
| Các trận đấu bắt đầu vào 11 giờ sáng (1:30 giờ chiều trên Sân Trung tâm và 1:00 giờ chiều trên Sân Số 1) BST |                                       |                                             |                              |

### Ngày 8 (4 tháng 7)
- Hạt giống bị loại:
  - Đơn nam:  Alex de Minaur [19],  Botic van de Zandschulp [21]
  - Đơn nữ:  Paula Badosa [4]
  - Đôi nam:  Wesley Koolhof /  Neal Skupski [3],  Jamie Murray /  Bruno Soares [9],  Santiago González /  Andrés Molteni [13]
  - Đôi nữ:  Asia Muhammad /  Ena Shibahara [5],  Xu Yifan /  Yang Zhaoxuan [9],  Nadiia Kichenok /  Raluca Olaru [15]
  - Đôi nam nữ:  Jean-Julien Rojer /  Ena Shibahara [1],  John Peers /  Gabriela Dabrowski [4]
- Lịch thi đấu

| Trận đấu trên Sân chính                                                                                      | Trận đấu trên Sân chính                    | Trận đấu trên Sân chính                  | Trận đấu trên Sân chính            |
| Trận đấu trên Sân Trung tâm                                                                                  | Trận đấu trên Sân Trung tâm                | Trận đấu trên Sân Trung tâm              | Trận đấu trên Sân Trung tâm        |
| Sự kiện | Người thắng trận                           | Người thua cuộc                          | Tỷ số                              |
| --- | ------------------------------------------ | ---------------------------------------- | ---------------------------------- |
| Vòng 4 đơn nam                                                                                               | Nick Kyrgios                               | Brandon Nakashima                        | 4–6, 6–4, 7–6(7–2), 3–6, 6–2       |
| Vòng 4 đơn nữ                                                                                                | Simona Halep [16]                          | Paula Badosa [4]                         | 6–1, 6–2                           |
| Vòng 4 đơn nam                                                                                               | Rafael Nadal [2]                           | Botic van de Zandschulp [21]             | 6–4, 6–2, 7–6(8–6)                 |
| Trận đấu trên Sân Số 1                                                                                       |                                            |                                          |                                    |
| Sự kiện | Người thắng trận                           | Người thua cuộc                          | Tỷ số                              |
| Vòng 4 đơn nữ                                                                                                | Elena Rybakina [17]                        | Petra Martić                             | 7–5, 6–3                           |
| Vòng 4 đơn nam                                                                                               | Taylor Fritz [11]                          | Jason Kubler [Q]                         | 6–3, 6–1, 6–4                      |
| Vòng 4 đơn nữ                                                                                                | Amanda Anisimova [20]                      | Harmony Tan                              | 6–2, 6–3                           |
| Trận đấu trên Sân Số 2                                                                                       |                                            |                                          |                                    |
| Sự kiện | Người thắng trận                           | Người thua cuộc                          | Tỷ số                              |
| Vòng 4 đơn nam                                                                                               | Cristian Garín                             | Alex De Minaur [19]                      | 2–6, 5–7, 7–6(7–3), 6–4, 7–6(10–6) |
| Vòng 4 đơn nữ                                                                                                | Ajla Tomljanović                           | Alizé Cornet                             | 4–6, 6–4, 6–3                      |
| Tứ kết đôi nam nữ                                                                                            | Jack Sock Coco Gauff                       | Édouard Roger-Vasselin Alizé Cornet [PR] | 6–3, 6–4                           |
| Trận đấu trên Sân Số 3                                                                                       |                                            |                                          |                                    |
| Sự kiện | Người thắng trận                           | Người thua cuộc                          | Tỷ số                              |
| Vòng 3 đôi nữ                                                                                                | Lyudmyla Kichenok [4] Jeļena Ostapenko [4] | Harriet Dart [WC] Heather Watson [WC]    | 5–7, 6–4, 6–2                      |
| Vòng 3 đôi nam                                                                                               | John Peers Filip Polášek [7]               | Jamie Murray Bruno Soares [9]            | 7–6(7–5), 6–4, 4–6, 6–4            |
| Vòng 2 đôi nam nữ                                                                                            | Robert Farah Jeļena Ostapenko [7]          | Nikola Ćaćić Aleksandra Krunić [Alt]     | 7–6(7–5), 6–4                      |
| Tứ kết đôi nam nữ                                                                                            | Mate Pavić Sania Mirza [6]                 | John Peers Gabriela Dabrowski [4]        | 6–4, 3–6, 7–5                      |
| Các trận đấu bắt đầu vào 11 giờ sáng (1:30 giờ chiều trên Sân Trung tâm và 1:00 giờ chiều trên Sân Số 1) BST |                                            |                                          |                                    |

### Ngày 9 (5 tháng 7)
- Hạt giống bị loại:
  - Đơn nam:  Jannik Sinner [10]
  - Đôi nam:  Kevin Krawietz /  Andreas Mies [11]
  - Đôi nữ:  Shuko Aoyama /  Chan Hao-ching [8],  Nicole Melichar-Martinez /  Ellen Perez [10]
  - Đôi nam nữ:  Robert Farah /  Jeļena Ostapenko [7]
- Lịch thi đấu

| Trận đấu trên Sân chính                                                                                      | Trận đấu trên Sân chính     | Trận đấu trên Sân chính     | Trận đấu trên Sân chính     |
| Trận đấu trên Sân Trung tâm                                                                                  | Trận đấu trên Sân Trung tâm | Trận đấu trên Sân Trung tâm | Trận đấu trên Sân Trung tâm |
| Sự kiện | Người thắng trận            | Người thua cuộc             | Tỷ số                       |
| --- | --------------------------- | --------------------------- | --------------------------- |
| Tứ kết đơn nam                                                                                               | Novak Djokovic [1]          | Jannik Sinner [10]          | 5–7, 2–6, 6–3, 6–2, 6–2     |
| Tứ kết đơn nữ                                                                                                | Ons Jabeur [3]              | Marie Bouzková              | 3–6, 6–1, 6–1               |
| Trận đấu trên Sân Số 1                                                                                       |                             |                             |                             |
| Sự kiện | Người thắng trận            | Người thua cuộc             | Tỷ số                       |
| Tứ kết đơn nữ                                                                                                | Tatjana Maria               | Jule Niemeier               | 4–6, 6–2, 7–5               |
| Tứ kết đơn nam                                                                                               | Cameron Norrie [9]          | David Goffin                | 3–6, 7–5, 2–6, 6–3, 7–5     |
| Các trận đấu bắt đầu vào 11 giờ sáng (1:30 giờ chiều trên Sân Trung tâm và 1:00 giờ chiều trên Sân Số 1) BST |                             |                             |                             |

### Ngày 10 (6 tháng 7)
- Hạt giống bị loại:
  - Đơn nam:  Taylor Fritz [11]
  - Đơn nữ:  Amanda Anisimova [20]
  - Đôi nam:  John Peers /  Filip Polášek [7],  Nicolas Mahut /  Édouard Roger-Vasselin [12]
  - Đôi nữ:  Andreja Klepač /  Alexa Guarachi [7],  Erin Routliffe /  Alicja Rosolska [11]
  - Đôi nam nữ:  Sania Mirza /  Mate Pavić [6]
- Lịch thi đấu

| Trận đấu trên Sân chính                                                                                      | Trận đấu trên Sân chính     | Trận đấu trên Sân chính     | Trận đấu trên Sân chính       |
| Trận đấu trên Sân Trung tâm                                                                                  | Trận đấu trên Sân Trung tâm | Trận đấu trên Sân Trung tâm | Trận đấu trên Sân Trung tâm   |
| Sự kiện | Người thắng trận            | Người thua cuộc             | Tỷ số                         |
| --- | --------------------------- | --------------------------- | ----------------------------- |
| Tứ kết đơn nữ                                                                                                | Simona Halep [16]           | Amanda Anisimova [20]       | 6–2, 6–4                      |
| Tứ kết đơn nam                                                                                               | Rafael Nadal [2]            | Taylor Fritz [11]           | 3–6, 7–5, 3–6, 7–5, 7–6(10–4) |
| Trận đấu trên Sân Số 1                                                                                       |                             |                             |                               |
| Sự kiện | Người thắng trận            | Người thua cuộc             | Tỷ số                         |
| Tứ kết đơn nữ                                                                                                | Elena Rybakina [17]         | Ajla Tomljanović            | 4–6, 6–2, 6–3                 |
| Tứ kết đơn nam                                                                                               | Nick Kyrgios                | Cristian Garín              | 6–4, 6–3, 7–6(7–5)            |
| Các trận đấu bắt đầu vào 11 giờ sáng (1:30 giờ chiều trên Sân Trung tâm và 1:00 giờ chiều trên Sân Số 1) BST |                             |                             |                               |

### Ngày 11 (7 tháng 7)
- Hạt giống bị loại:
  - Đơn nam:  Rafael Nadal [2]
  - Đơn nữ:  Simona Halep [16]
  - Đôi nam:  Rajeev Ram /  Joe Salisbury [1],  Juan Sebastián Cabal /  Robert Farah [6]
- Lịch thi đấu

| Trận đấu trên Sân chính                                                                                      | Trận đấu trên Sân chính           | Trận đấu trên Sân chính               | Trận đấu trên Sân chính                 |
| Trận đấu trên Sân Trung tâm                                                                                  | Trận đấu trên Sân Trung tâm       | Trận đấu trên Sân Trung tâm           | Trận đấu trên Sân Trung tâm             |
| Sự kiện | Người thắng trận                  | Người thua cuộc                       | Tỷ số                                   |
| --- | --------------------------------- | ------------------------------------- | --------------------------------------- |
| Bán kết đơn nữ                                                                                               | Ons Jabeur [3]                    | Tatjana Maria                         | 6–2, 3–6, 6–1                           |
| Bán kết đơn nữ                                                                                               | Elena Rybakina [17]               | Simona Halep [16]                     | 6–3, 6–3                                |
| Chung kết đôi nam nữ                                                                                         | Neal Skupski Desirae Krawczyk [2] | Matthew Ebden Samantha Stosur         | 6–4, 6–3                                |
| Trận đấu trên Sân Số 1                                                                                       |                                   |                                       |                                         |
| Sự kiện | Người thắng trận                  | Người thua cuộc                       | Tỷ số                                   |
| Bán kết đôi nam                                                                                              | Matthew Ebden Max Purcell [14]    | Rajeev Ram Joe Salisbury [1]          | 3–6, 6–7(1–7), 7–6(11–9), 6–4, 6–2      |
| Bán kết đôi nam                                                                                              | Nikola Mektić Mate Pavić [2]      | Juan Sebastián Cabal Robert Farah [6] | 6–7(2–7), 7–6(7–0), 4–6, 6–2, 7–6(10–4) |
| Các trận đấu bắt đầu vào 11 giờ sáng (1:30 giờ chiều trên Sân Trung tâm và 1:00 giờ chiều trên Sân Số 1) BST |                                   |                                       |                                         |

### Ngày 12 (8 tháng 7)
- Hạt giống bị loại:
  - Đơn nam:  Cameron Norrie [9]
  - Đôi nữ:  Lyudmyla Kichenok /  Jeļena Ostapenko [4]
- Lịch thi đấu

| Trận đấu trên Sân chính                                                                                      | Trận đấu trên Sân chính                       | Trận đấu trên Sân chính                    | Trận đấu trên Sân chính     |
| Trận đấu trên Sân Trung tâm                                                                                  | Trận đấu trên Sân Trung tâm                   | Trận đấu trên Sân Trung tâm                | Trận đấu trên Sân Trung tâm |
| Sự kiện | Người thắng trận                              | Người thua cuộc                            | Tỷ số                       |
| --- | --------------------------------------------- | ------------------------------------------ | --------------------------- |
| Bán kết đôi nữ                                                                                               | Barbora Krejčíková [2] Kateřina Siniaková [2] | Lyudmyla Kichenok [4] Jeļena Ostapenko [4] | 6–2, 6–2                    |
| Bán kết đơn nam                                                                                              | Novak Djokovic [1]                            | Cameron Norrie [9]                         | 2–6, 6–3, 6–2, 6–4          |
| Bán kết đôi nữ                                                                                               | Elise Mertens [1] Zhang Shuai [1]             | Danielle Collins Desirae Krawczyk          | 6–2, 3–6, 6–3               |
| Các trận đấu bắt đầu vào 11 giờ sáng (1:30 giờ chiều trên Sân Trung tâm và 1:00 giờ chiều trên Sân Số 1) BST |                                               |                                            |                             |

### Ngày 13 (9 tháng 7)
- Hạt giống bị loại:
  - Đơn nữ:  Ons Jabeur [3]
  - Đôi nam:  Nikola Mektić /  Mate Pavić [2]
- Lịch thi đấu

| Trận đấu trên Sân chính                                                                                      | Trận đấu trên Sân chính             | Trận đấu trên Sân chính          | Trận đấu trên Sân chính                 |
| Trận đấu trên Sân Trung tâm                                                                                  | Trận đấu trên Sân Trung tâm         | Trận đấu trên Sân Trung tâm      | Trận đấu trên Sân Trung tâm             |
| Sự kiện | Người thắng trận                    | Người thua cuộc                  | Tỷ số                                   |
| --- | ----------------------------------- | -------------------------------- | --------------------------------------- |
| Chung kết đơn nữ                                                                                             | Elena Rybakina [17]                 | Ons Jabeur [3]                   | 3–6, 6–2, 6–2                           |
| Chung kết đôi nam                                                                                            | Matthew Ebden [14] Max Purcell [14] | Nikola Mektić [2] Mate Pavić [2] | 7–6(7–5), 6–7(3–7), 4–6, 6–4, 7–6(10–2) |
| Các trận đấu bắt đầu vào 11 giờ sáng (2:00 giờ chiều trên Sân Trung tâm và 1:00 giờ chiều trên Sân Số 1) BST |                                     |                                  |                                         |

### Ngày 14 (10 tháng 7)
- Hạt giống bị loại:
  - Đôi nữ:  Elise Mertens /  Zhang Shuai [1]
- Lịch thi đấu

| Trận đấu trên Sân chính                                                                                      | Trận đấu trên Sân chính                       | Trận đấu trên Sân chính           | Trận đấu trên Sân chính     |
| Trận đấu trên Sân Trung tâm                                                                                  | Trận đấu trên Sân Trung tâm                   | Trận đấu trên Sân Trung tâm       | Trận đấu trên Sân Trung tâm |
| Sự kiện | Người thắng trận                              | Người thua cuộc                   | Tỷ số                       |
| --- | --------------------------------------------- | --------------------------------- | --------------------------- |
| Chung kết đơn nam                                                                                            | Novak Djokovic [1]                            | Nick Kyrgios                      | 4–6, 6–3, 6–4, 7–6(7–3)     |
| Chung kết đôi nữ                                                                                             | Barbora Krejčíková [2] Kateřina Siniaková [2] | Elise Mertens [1] Zhang Shuai [1] | 6–2, 6–4                    |
| Các trận đấu bắt đầu vào 11 giờ sáng (2:00 giờ chiều trên Sân Trung tâm và 1:00 giờ chiều trên Sân Số 1) BST |                                               |                                   |                             |

## Hạt giống đơn

### Đơn nam
Dưới đây là những tay vợt được xếp loại hạt giống. Hạt giống dựa trên bảng xếp hạng ATP vào ngày 20 tháng 6 năm 2022. Xếp hạng và điểm vào ngày 27 tháng 6 năm 2022. 
| Hạt giống | Xếp hạng | Tay vợt                 | Điểm trước | Điểm bảo vệ (2021 hoặc 2019)† | Kết quả tốt nhất tiếp theo‡ | Điểm sau | Thực trạng                                    |
| --------- | -------- | ----------------------- | ---------- | ----------------------------- | --------------------------- | -------- | --------------------------------------------- |
| 1         | 3        | Novak Djokovic          | 6,770      | 2,000                         | 0                           | 4,770    | Vô địch, đánh bại Nick Kyrgios                |
| 2         | 4        | Rafael Nadal            | 6,525      | 360                           | 0                           | 6,165    | Bán kết rút lui do chấn thương bụng           |
| 3         | 6        | Casper Ruud             | 5,050      | —§                            | —                           | 5,050    | Vòng 2 thua trước Ugo Humbert                 |
| 4         | 5        | Stefanos Tsitsipas      | 5,150      | —§                            | —                           | 5,150    | Vòng 3 thua trước Nick Kyrgios                |
| 5         | 7        | Carlos Alcaraz          | 4,890      | 45                            | 0                           | 4,845    | Vòng 4 thua trước Jannik Sinner [10]          |
| 6         | 9        | Félix Auger-Aliassime   | 3,760      | 360                           | 45                          | 3,445    | Vòng 1 thua trước Maxime Cressy               |
| 7         | 10       | Hubert Hurkacz          | 3,735      | 720                           | 10                          | 3,025    | Vòng 1 thua trước Alejandro Davidovich Fokina |
| 8         | 11       | Matteo Berrettini       | 3,480      | 1,200                         | 0                           | 2,280    | Rút lui do dương tính với COVID-19            |
| 9         | 12       | Cameron Norrie          | 3,200      | 90                            | 45                          | 3,155    | Bán kết thua trước Novak Djokovic [1]         |
| 10        | 13       | Jannik Sinner           | 3,185      | —§                            | —                           | 3,185    | Tứ kết thua trước Novak Djokovic [1]          |
| 11        | 14       | Taylor Fritz            | 3,045      | 90                            | 20                          | 2,975    | Tứ kết thua trước Rafael Nadal [2]            |
| 12        | 15       | Diego Schwartzman       | 2,325      | —§                            | —                           | 2,325    | Vòng 2 thua trước Liam Broady (WC)            |
| 13        | 16       | Denis Shapovalov        | 2,293      | 720                           | 0                           | 1,573    | Vòng 2 thua trước Brandon Nakashima           |
| 14        | 17       | Marin Čilić             | 2,220      | 90                            | 0                           | 2,130    | Rút lui do dương tính với COVID-19            |
| 15        | 18       | Reilly Opelka           | 2,100      | 45                            | 0                           | 2,055    | Vòng 2 thua trước Tim van Rijthoven (WC)      |
| 16        | 20       | Pablo Carreño Busta     | 1,930      | 10                            | 6                           | 1,926    | Vòng 1 bỏ cuộc trước Dušan Lajović            |
| 17        | 19       | Roberto Bautista Agut   | 2,008      | 360                           | 10                          | 1,658    | Vòng 2 rút lui do dương tính với COVID-19     |
| 18        | 21       | Grigor Dimitrov         | 1,785      | 45                            | 0                           | 1,740    | Vòng 1 bỏ cuộc trước Steve Johnson            |
| 19        | 27       | Alex de Minaur          | 1,473      | 23                            | 10                          | 1,460    | Vòng 4 thua trước Cristian Garín              |
| 20        | 24       | John Isner              | 1,616      | 23                            | 0                           | 1,593    | Vòng 3 thua trước Jannik Sinner [10]          |
| 21        | 25       | Botic van de Zandschulp | 1,518      | 61                            | 26                          | 1,483    | Vòng 4 thua trước Rafael Nadal [2]            |
| 22        | 26       | Nikoloz Basilashvili    | 1,473      | 23                            | 10                          | 1,460    | Vòng 3 thua trước Tim van Rijthoven (WC)      |
| 23        | 28       | Frances Tiafoe          | 1,439      | 90                            | 0                           | 1,349    | Vòng 4 thua trước David Goffin                |
| 24        | 29       | Holger Rune             | 1,420      | —§                            | —                           | 1,420    | Vòng 1 thua trước Marcos Giron                |
| 25        | 30       | Miomir Kecmanović       | 1,306      | 45                            | 10                          | 1,271    | Vòng 3 thua trước Novak Djokovic [1]          |
| 26        | 31       | Filip Krajinović        | 1,300      | —§                            | —                           | 1,300    | Vòng 2 thua trước Nick Kyrgios                |
| 27        | 54       | Lorenzo Sonego          | 980        | 180                           | 10                          | 810      | Vòng 3 thua trước Rafael Nadal [2]            |
| 28        | 33       | Dan Evans               | 1,198      | 90                            | 20                          | 1,128    | Vòng 1 thua trước Jason Kubler (Q)            |
| 29        | 34       | Jenson Brooksby         | 1,187      | —§                            | —                           | 1,187    | Vòng 3 thua trước Cristian Garín              |
| 30        | 32       | Tommy Paul              | 1,208      | —§                            | —                           | 1,208    | Vòng 4 thua trước Cameron Norrie [9]          |
| 31        | 35       | Sebastián Báez          | 1,168      | —§                            | —                           | 1,168    | Vòng 2 thua trước David Goffin                |
| 32        | 36       | Oscar Otte              | 1,155      | 70                            | 12                          | 1,097    | Vòng 3 thua trước Carlos Alcaraz [5]          |

† Cột này hiển thị điểm cao hơn điểm của tay vợt từ giải đấu năm 2021 hoặc 50% số điểm từ giải đấu năm 2019. Chỉ điểm xếp hạng tính đến thứ hạng của tay vợt vào ngày 27 tháng 6 năm 2022 được hiển thị trong cột.

‡ Vì ATP không tính điểm xếp hạng giải đấu năm 2022, điểm 2021 hoặc 2019 được thay thế bằng kết quả tốt nhất tiếp theo của tay vợt.

§ Tay vợt không có điểm từ giải đấu năm 2021 hoặc 2019 tính đến thứ hạng vào ngày 27 tháng 6 năm 2022. Thay vào đó, không có điểm thay thế.

#### Tay vợt rút lui khỏi giải đấu
Dưới đây là những tay vợt được xếp loại hạt giống, nhưng rút lui trước khi giải đấu bắt đầu.
| Xếp hạng | Tay vợt          | Điểm trước | Điểm bảo vệ | Kết quả tốt nhất tiếp theo | Điểm sau | Lý do rút lui            |
| -------- | ---------------- | ---------- | ----------- | -------------------------- | -------- | ------------------------ |
| 2        | Alexander Zverev | 7,030      | 180         | 0                          | 6,850    | Chấn thương cổ chân phải |
| 23       | Gaël Monfils     | 1,660      | 45          | 0                          | 1,615    | Chấn thương chân phải    |

#### Tay vợt bị cấm tham dự giải đấu
Dưới đây là những tay vợt được xếp loại hạt giống, nhưng không tham dự giải đấu do quyết định cấm các tay vợt Nga và Belarus.
| Xếp hạng | Tay vợt         | Điểm trước | Điểm bảo vệ | Kết quả tốt nhất tiếp theo | Điểm sau |
| -------- | --------------- | ---------- | ----------- | -------------------------- | -------- |
| 1        | Daniil Medvedev | 7,955      | 180         | 0                          | 7,775    |
| 8        | Andrey Rublev   | 3,870      | 180         | 10                         | 3,700    |
| 22       | Karen Khachanov | 1,755      | 360         | 45                         | 1,440    |

### Đơn nữ
Dưới đây là những tay vợt được xếp loại hạt giống. Hạt giống dựa trên bảng xếp hạng WTA vào ngày 20 tháng 6 năm 2022. Xếp hạng và điểm vào ngày 27 tháng 6 năm 2021. 
| Hạt giống | Xếp hạng | Tay vợt               | Điểm trước | Điểm bảo vệ | Kết quả tốt nhất tiếp theo† | Điểm sau | Thực trạng                                    |
| --------- | -------- | --------------------- | ---------- | ----------- | --------------------------- | -------- | --------------------------------------------- |
| 1         | 1        | Iga Świątek           | 8,576      | 240         | 0                           | 8,336    | Vòng 3 thua trước Alizé Cornet                |
| 2         | 3        | Anett Kontaveit       | 4,306      | 10          | 30                          | 4,326    | Vòng 2 thua trước Jule Niemeier               |
| 3         | 2        | Ons Jabeur            | 4,340      | 430         | 100                         | 4,010    | Chung kết thua trước Elena Rybakina [17]      |
| 4         | 4        | Paula Badosa          | 4,245      | 240         | 25                          | 4,030    | Vòng 4 thua trước Simona Halep [16]           |
| 5         | 5        | Maria Sakkari         | 4,205      | 70          | 55                          | 4,190    | Vòng 3 thua trước Tatjana Maria               |
| 6         | 7        | Karolína Plíšková     | 3,777      | 1,300       | 0                           | 2,477    | Vòng 2 thua trước Katie Boulter [WC]          |
| 7         | 8        | Danielle Collins      | 3,255      | 70+60       | 5+1                         | 3,131    | Vòng 1 thua trước Marie Bouzková              |
| 8         | 9        | Jessica Pegula        | 3,156      | 70          | 1                           | 3,087    | Vòng 3 thua trước Petra Martić                |
| 9         | 10       | Garbiñe Muguruza      | 3,015      | 130         | 1                           | 2,886    | Vòng 1 thua trước Greet Minnen                |
| 10        | 11       | Emma Raducanu         | 2,952      | 240         | 5                           | 2,717    | Vòng 2 thua trước Caroline Garcia             |
| 11        | 12       | Coco Gauff            | 2,886      | 240         | 1                           | 2,647    | Vòng 3 thua trước Amanda Anisimova [20]       |
| 12        | 17       | Jeļena Ostapenko      | 2,431      | 130         | 1                           | 2,302    | Vòng 4 thua trước Tatjana Maria               |
| 13        | 14       | Barbora Krejčiková    | 2,593      | 240         | 0                           | 2,353    | Vòng 3 thua trước Ajla Tomljanović            |
| 14        | 16       | Belinda Bencic        | 2,585      | 10          | 60                          | 2,635    | Vòng 1 thua trước Wang Qiang                  |
| 15        | 19       | Angelique Kerber      | 2,199      | 780         | 0                           | 1,419    | Vòng 3 thua trước Elise Mertens [24]          |
| 16        | 18       | Simona Halep          | 2,315      | 0           | 100                         | 2,415    | Bán kết thua trước Elena Rybakina [17]        |
| 17        | 23       | Elena Rybakina        | 1,990      | 240         | 55                          | 1,805    | Vô địch, đánh bại Ons Jabeur [3]              |
| 18        | 22       | Jil Teichmann         | 2,023      | 10          | 1                           | 2,014    | Vòng 1 thua trước Ajla Tomljanović            |
| 19        | 24       | Madison Keys          | 1,964      | 240         | 1                           | 1,725    | Rút lui do chấn thương bụng                   |
| 20        | 25       | Amanda Anisimova      | 1,840      | 10          | 1                           | 1,831    | Tứ kết thua trước Simona Halep [16]           |
| 21        | 27       | Camila Giorgi         | 1,787      | 70          | 1                           | 1,718    | Vòng 1 thua trước Magdalena Fręch             |
| 22        | 29       | Martina Trevisan      | 1,744      | 10          | 20                          | 1,754    | Vòng 1 thua trước Elisabetta Cocciaretto [PR] |
| 23        | 28       | Beatriz Haddad Maia   | 1,782      | —‡          | —                           | 1,782    | Vòng 1 thua trước Kaja Juvan                  |
| 24        | 31       | Elise Mertens         | 1,615      | 130         | 30                          | 1,515    | Vòng 4 thua trước Ons Jabeur [3]              |
| 25        | 26       | Petra Kvitová         | 1,795      | 10          | 1                           | 1,781    | Vòng 3 thua trước Paula Badosa [4]            |
| 26        | 32       | Sorana Cîrstea        | 1,430      | 130         | 30                          | 1,330    | Vòng 2 thua trước Tatjana Maria               |
| 27        | 33       | Yulia Putintseva      | 1,420      | 70          | 55                          | 1,405    | Vòng 1 thua trước Alizé Cornet                |
| 28        | 36       | Alison Riske-Amritraj | 1,381      | 10          | 30                          | 1,401    | Vòng 3 thua trước Marie Bouzková              |
| 29        | 34       | Anhelina Kalinina     | 1,417      | 96+140§     | 30+30                       | 1,241    | Vòng 2 thua trước Lesia Tsurenko              |
| 30        | 39       | Shelby Rogers         | 1,296      | 130         | 13                          | 1,179    | Vòng 1 thua trước Petra Martić                |
| 31        | 38       | Kaia Kanepi           | 1,297      | 10          | 30                          | 1,317    | Vòng 1 thua trước Diane Parry                 |
| 32        | 45       | Sara Sorribes Tormo   | 1,221      | 70          | 43                          | 1,194    | Vòng 2 thua trước Harmony Tan                 |
| 33        | 41       | Zhang Shuai           | 1,240      | 10          | 60                          | 1,290    | Vòng 3 thua trước Caroline Garcia             |

† Vì WTA không tính điểm xếp hạng giải đấu năm 2022, điểm 2021 được thay thế bằng kết quả tốt nhất tiếp theo của tay vợt.

‡ Tay vợt không vượt qua vòng loại ở giải đấu năm 2021. Thay vào đó, không có điểm thay thế.

§ Tay vợt không vượt qua vòng loại ở giải đấu năm 2021. Thay vào đó, điểm bảo vệ từ hai giải đấu ITF năm 2021 (Montpellier và Contrexeville).

#### Tay vợt rút lui khỏi giải đấu
Dưới đây là những tay vợt được xếp loại hạt giống, nhưng rút lui trước khi giải đấu bắt đầu. 
| Xếp hạng | Tay vợt          | Điểm bảo vệ | Điểm bảo vệ | Kết quả tốt nhất tiếp theo | Điểm sau | Lý do rút lui           |
| -------- | ---------------- | ----------- | ----------- | -------------------------- | -------- | ----------------------- |
| 15       | Leylah Fernandez | 2,590       | 10          | 8                          | 2,588    | Gãy xương bàn chân phải |

#### Tay vợt bị cấm tham dự giải đấu
Dưới đây là những tay vợt được xếp loại hạt giống, nhưng không tham dự giải đấu do quyết định cấm các tay vợt Nga và Belarus.
| Xếp hạng | Tay vợt               | Điểm trước | Điểm bảo vệ | Kết quả tốt nhất tiếp theo | Điểm sau |
| -------- | --------------------- | ---------- | ----------- | -------------------------- | -------- |
| 6        | Aryna Sabalenka       | 4,046      | 780         | 1                          | 3,267    |
| 13       | Daria Kasatkina       | 2,645      | 70          | 60                         | 2,635    |
| 20       | Victoria Azarenka     | 2,086      | 70          | 0                          | 2,016    |
| 21       | Veronika Kudermetova  | 2,045      | 10          | 55                         | 2,090    |
| 30       | Ekaterina Alexandrova | 1,706      | 70          | 55                         | 1,691    |

## Hạt giống đôi
| Hạt giống | Xếp hạng | Đội                  | Đội                    |
| --------- | -------- | -------------------- | ---------------------- |
| 1         | 3        | Rajeev Ram           | Joe Salisbury          |
| 2         | 10       | Nikola Mektić        | Mate Pavić             |
| 3         | 15       | Wesley Koolhof       | Neal Skupski           |
| 4         | 21       | Marcelo Arévalo      | Jean-Julien Rojer      |
| 5         | 23       | Tim Pütz             | Michael Venus          |
| 6         | 24       | Juan Sebastián Cabal | Robert Farah           |
| 7         | 31       | John Peers           | Filip Polášek          |
| 8         | 37       | Ivan Dodig           | Austin Krajicek        |
| 9         | 52       | Jamie Murray         | Bruno Soares           |
| 10        | 56       | Thanasi Kokkinakis   | Nick Kyrgios           |
| 11        | 60       | Kevin Krawietz       | Andreas Mies           |
| 12        | 66       | Nicolas Mahut        | Édouard Roger-Vasselin |
| 13        | 66       | Santiago González    | Andrés Molteni         |
| 14        | 69       | Matthew Ebden        | Max Purcell            |
| 15        | 72       | Lloyd Glasspool      | Harri Heliövaara       |
| 16        | 85       | Rafael Matos         | David Vega Hernández   |

| Hạt giống | Xếp hạng | Đội                      | Đội                 |
| --------- | -------- | ------------------------ | ------------------- |
| 1         | 5        | Elise Mertens            | Zhang Shuai         |
| 2         | 11       | Barbora Krejčíková       | Kateřina Siniaková  |
| 3         | 21       | Gabriela Dabrowski       | Giuliana Olmos      |
| 4         | 40       | Lyudmyla Kichenok        | Jeļena Ostapenko    |
| 5         | 43       | Asia Muhammad            | Ena Shibahara       |
| 6         | 43       | Lucie Hradecká           | Sania Mirza         |
| 7         | 45       | Alexa Guarachi           | Andreja Klepač      |
| 8         | 59       | Shuko Aoyama             | Chan Hao-ching      |
| 9         | 59       | Xu Yifan                 | Yang Zhaoxuan       |
| 10        | 78       | Nicole Melichar-Martinez | Ellen Perez         |
| 11        | 80       | Alicja Rosolska          | Erin Routliffe      |
| 12        | 91       | Latisha Chan             | Samantha Stosur     |
| 13        | 96       | Natela Dzalamidze        | Aleksandra Krunić   |
| 14        | 98       | Monica Niculescu         | Elena-Gabriela Ruse |
| 15        | 102      | Nadiia Kichenok          | Raluca Olaru        |
| 16        | 110      | Marie Bouzková           | Tereza Mihalíková   |

### Đôi nam nữ
| Hạt giống | Xếp hạng | Đội               | Đội                |
| --------- | -------- | ----------------- | ------------------ |
| 1         | 19       | Jean-Julien Rojer | Ena Shibahara      |
| 2         | 21       | Neal Skupski      | Desirae Krawczyk   |
| 3         | 22       | Nicolas Mahut     | Zhang Shuai        |
| 4         | 22       | John Peers        | Gabriela Dabrowski |
| 5         | 25       | Marcelo Arévalo   | Giuliana Olmos     |
| 6         | 28       | Mate Pavić        | Sania Mirza        |
| 7         | 28       | Robert Farah      | Jeļena Ostapenko   |
| 8         | 33       | Filip Polášek     | Andreja Klepač     |

- Bảng xếp hạng vào ngày 20 tháng 6 năm 2022.

## Nhà vô địch

### Đơn nam
- Novak Djokovic đánh bại  Nick Kyrgios, 4–6, 6–3, 6–4, 7–6(7–3)

### Đơn nữ
- Elena Rybakina đánh bại  Ons Jabeur, 3–6, 6–2, 6–2

### Đôi nam
- Matthew Ebden /  Max Purcell đánh bại  Nikola Mektić /  Mate Pavić, 7–6(7–5), 6–7(3–7), 4–6, 6–4, 7–6(10–2)

### Đôi nữ
- Barbora Krejčíková /  Kateřina Siniaková đánh bại  Elise Mertens /  Zhang Shuai 6–2, 6–4

### Đôi nam nữ
- Neal Skupski /  Desirae Krawczyk đánh bại  Matthew Ebden /  Samantha Stosur, 6–4, 6–3

### Đơn nam xe lăn
- Shingo Kunieda đánh bại  Alfie Hewett, 4–6, 7–5, 7–6(10–5)

### Đơn nữ xe lăn
- Diede de Groot đánh bại  Yui Kamiji, 6–4, 6–2

### Đơn xe lăn quad
- Sam Schröder đánh bại  Niels Vink, 7–6(7–5), 6–1

### Đôi nam xe lăn
- Gustavo Fernandez /  Shingo Kunieda đánh bại  Alfie Hewett /  Gordon Reid, 6–3, 6–1

### Đôi nữ xe lăn
- Yui Kamiji /  Dana Mathewson đánh bại  Diede de Groot /  Aniek van Koot, 6–1, 7–5

### Đôi xe lăn quad
- Sam Schröder /  Niels Vink đánh bại  Andy Lapthorne /  David Wagner, 6–7(4–7), 6–2, 6–3

### Đơn nam trẻ
- Mili Poljičak đánh bại  Michael Zheng, 7–6(7–2), 7–6(7–3)

### Đơn nữ trẻ
- Liv Hovde đánh bại  Luca Udvardy, 6–3, 6–4

### Đôi nam trẻ
- Sebastian Gorzny /  Alex Michelsen đánh bại  Gabriel Debru /  Paul Inchauspé, 7–6(7–5), 6–3

### Đôi nữ trẻ
- Rose Marie Nijkamp /  Angella Okutoyi đánh bại  Kayla Cross /  Victoria Mboko, 3–6, 6–4, [11–9]

### Đôi nam khách mời
- Bob Bryan /  Mike Bryan đánh bại  Xavier Malisse /  Marcos Baghdatis, 6–3, 6–4

### Đôi nữ khách mời
- Kim Clijsters /  Martina Hingis đánh bại  Daniela Hantuchová /  Laura Robson, 6–4, 6–2

### Đôi nam nữ khách mời
- Nenad Zimonjić /  Marion Bartoli đánh bại  Todd Woodbridge /  Cara Black, 7–6(7–1), 6–1

## Tiền thưởng
Tổng số tiền của Giải quần vợt Wimbledon 2022 lên mức kỷ lục là £40,350,000, tăng 15.23% so với năm 2021 và 6.18% so với năm 2019.
| Sự kiện      | VĐ         | CK         | BK       | TK       | Vòng 1/16 | Vòng 1/32 | Vòng 1/64 | Vòng 1/1281 | Q3      | Q2      | Q1      |
| Đơn          | £2,000,000 | £1,050,000 | £535,000 | £310,000 | £190,000  | £120,000  | £78,000   | £50,000     | £32,000 | £19,000 | £11,000 |
| Đôi *        | £540,000   | £270,000   | £135,000 | £67,000  | £33,000   | £20,000   | £12,500   | —           | —       | —       | —       |
| Đôi nam nữ * | £124,000   | £62,000    | £31,000  | £16,000  | £7,500    | £3,750    | —         | —           | —       | —       | —       |
| Đơn xe lăn   | £51,000    | £26,000    | £17,500  | £12,000  | —         | —         | —         | —           | —       | —       | —       |
| Đôi xe lăn * | £22,000    | £11,000    | £6,500   | —        | —         | —         | —         | —           | —       | —       | —       |
| Đơn quad     | £51,000    | £26,000    | £17,500  | £12,000  | —         | —         | —         | —           | —       | —       | —       |
| Đôi quad *   | £22,000    | £11,000    | £6,500   | —        | —         | —         | —         | —           | —       | —       | —       |

*mỗi đội

## Tranh cãi về sự tham dự của các vận động viên Nga và Belarus
Vào tháng 4 năm 2022, AELTC đã cấm các tay vợt đại diện cho Nga hoặc Belarus tham dự giải đấu năm 2022, do cuộc tấn công của Nga vào Ukraina 2022, tuyên bố rằng "sẽ không thể chấp nhận được nếu chế độ Nga thu được bất kỳ lợi ích nào từ sự tham dự của các tay vợt Nga hoặc Belarus." Họ cũng trích hướng dẫn do chính phủ Anh đưa ra, liên quan đến việc đảm bảo các tay vợt không ủng hộ cuộc chiến, vì có thể gây nguy hiểm cho các tay vợt và gia đình của họ. Lawn Tennis Association cũng cấm các tay vợt đại diện cho Nga và Belarus tham dự các giải quần vợt khác diễn ra tại Vương quốc Liên hiệp Anh và Bắc Ireland. Ngoài Davis Cup và Billie Jean King Cup, các tay vợt Nga và Belarus vẫn được phép tham dự các giải đấu khác, bao gồm cả ở cấp độ Grand Slam tại Giải quần vợt Pháp Mở rộng 2022, với tư cách là vận động viên trung lập không có quốc kỳ. Giải quần vợt Mỹ Mở rộng cũng đã xác nhận rằng các tay vợt Nga và Belarus sẽ được phép tham dự giải đấu.
Quyết định này đã nhận nhiều sự chỉ trích từ các tay vợt, trong đó có đương kim vô địch Novak Djokovic, người đã mô tả nó là 'điên rồ'. Andrey Rublev, một trong những tay vợt bị ảnh hưởng bởi lệnh cấm, đã cáo buộc All England Club đưa ra quyết định 'phi lý' và 'phân biệt đối xử'. Những tay vợt khác như tay vợt người Ukraina Marta Kostyuk và Sergiy Stakhovsky, đã ủng hộ lệnh cấm. Ba cơ quan quản lý quần vợt — ATP, WTA, và ITF — đã chỉ trích quyết định này. Vào ngày 20 tháng 5, họ đã không tính điểm xếp hạng giải đấu, trên cơ sở nguyên tắc tham dự dựa vào thành tích thay vì quốc tịch, cũng như quyết định đơn phương của AELTC trái ngược với phần còn lại của tour. Quyết định này cũng nhận được nhiều sự chỉ trích, với cựu vô địch Andy Murray nhận xét rằng việc không tính điểm xếp hạng có thể sẽ không ảnh hưởng đến việc tham dự giải đấu và đã khiến các tay vợt thất vọng.
Vào ngày 4 tháng 7, WTA đã phạt tiền với AELTC và LTA, với $250,000 cho AETLC và $750,000 cho LTA, do hậu quả của lệnh cấm. Cả hai tổ chức dự kiến sẽ kháng cáo quyết định.